# Sonnenallee (Film)
Sonnenallee ist eine deutsche Filmkomödie von Leander Haußmann aus dem Jahr 1999. Sie thematisiert das Leben Ost-Berliner Jugendlicher im Angesicht der Berliner Mauer in der DDR der 1970er Jahre. Der Titel des Films bezieht sich auf die gleichnamige Straße in Berlin. Am südlichen Ende der Sonnenallee befand sich während der deutschen Teilung ein Grenzübergang zwischen West- und Ost-Berlin.
Das Drehbuch wurde gemeinsam von Thomas Brussig, Detlev Buck und Leander Haußmann entwickelt. Brussigs Roman Am kürzeren Ende der Sonnenallee erschien im selben Jahr. Bis 2003 sahen in Deutschland mehr als 2,6 Millionen Kinobesucher den Film. Die Free-TV-Premiere auf Sat.1 sahen am 6. Oktober 2002 über 6,5 Millionen Zuschauer.

## Handlung
Erzählt wird in teils locker zusammenhängenden Episoden die Geschichte von Michael Ehrenreich und seinem besten Freund Mario. Beide wohnen am kürzeren Ende der Sonnenallee, besuchen die EOS (Erweiterte Oberschule) Wilhelm Pieck und stehen, wie die anderen Jungs aus der Clique, kurz vor dem Abitur. Neben der Frage, ob man sich um des Studiums willen für drei Jahre bei der NVA verpflichten soll, spielen die größtenteils verbotene West-Pop- und Rockmusik der 1970er Jahre, vor allem die der Rolling Stones, und natürlich die erste Liebe bzw. Mädchen für sie eine große Rolle. Dabei kämpfen sie auch mit dem Erwachsenwerden in einer Welt, in der sie von den Schikanen und Gefahren des DDR-Grenzregimes umgeben sind.
Michas Onkel Heinz aus West-Berlin kommt sehr oft auf Besuch zur Familie Ehrenreich nach Ost-Berlin und klagt immer darüber, dass alles mit Asbest gebaut sei, und wie schlecht die DDR überhaupt sei, ganz zu schweigen von deren Zukunftsaussichten. Er ist es jedoch, der schließlich an Lungenkrebs stirbt.
Die Tatsache, dass Michaels bester Freund Mario sich aus privaten und existenziellen Gründen – seine Freundin ist schwanger – zur Stasi verpflichtet, ist für Michael ein schwerer Schlag im Hinblick auf ihre Freundschaft. Die Schlusssequenz zeigt, dass Michaels Werben um seine große Liebe Miriam endlich Erfolg hat.

## Hintergrund
In dem Film wird auf humoristische Weise das Leben Jugendlicher in Ost-Berlin bzw. an der Berliner Sektorengrenze im Jahr 1973 geschildert. Dabei ist der Film nicht immer geschichtstreu und überzeichnet zum Teil bewusst typische Probleme der DDR-Bürger, um eine Handlung zu schaffen, die jeder versteht, ohne vorher ein Geschichtsbuch gelesen haben zu müssen, wie Haußmann im Interview anmerkt.
Dem Film ging eine fast dreijährige Vorbereitungsphase voraus. Er war Haußmanns erster Kinofilm; der Regisseur war zu diesem Zeitpunkt noch Intendant am Schauspielhaus Bochum. Die Hauptrollen spielten damals noch unbekannte Schauspieler, während viele Nebenrollen mit hoch dekorierten Schauspielern besetzt sind.
Viele Kritiker und auch der Delphi Filmverleih sehen in Haußmanns Film NVA die indirekte Fortsetzung von Sonnenallee, allerdings mit anderen Charakteren und Darstellern.

## Kritiken
„Eine Geschichte im engeren Sinne hat das Regiedebüt des Bochumer Theaterfürsten Leander Haußmann nicht. Doch wer seine großartigen Schauspieler so gut führt, braucht nicht mehr als einige wiederkehrende Motive. […] Fazit: Kleiner DDR-Alltag ganz groß.“

„Haußmanns Kunststück besteht darin, zehn Jahre nach dem Mauerfall nicht noch mal mit einer Jammer-Arie über den Unrechtsstaat DDR zu langweilen, sondern sich Zeit und Herz zu nehmen für die Schilderung einiger ganz gewöhnlicher Jung-Ossis.“

„Abgegriffene Gags, die oft auf Schadenfreude basieren, sowie vorrangig auf oberflächliche Wiedererkennungseffekte hin angelegte Anekdoten machen ihn zum unzusammenhängenden Nummernprogramm. Hinzu kommt eine fahrlässige politische Unbekümmertheit.“

„[S]atirisches Nummernprogramm mit manchmal leicht durchhängendem roten Faden. […] Das saukomische, durchgängig von exzellenten Schauspielern getragene Hohelied auf die Jugendzeit zeugt von der Souveränität jener Ossis, die die DDR zwar nicht wiederhaben wollen, sich die Erinnerung an ihr darin gelebtes Leben aber auch nicht von Pharisäern vergällen lassen.“

## Auszeichnungen
- Deutscher Filmpreis 2000: Filmpreis in Silber in der Kategorie „Bester Spielfilm“; Filmpreis in Gold für das Szenenbild
- Bogey (1999)
- Jupiter 2000: „Bester deutscher Film“
- Prädikat „besonders wertvoll“: verliehen von der Deutschen Film- und Medienbewertung FBW in Wiesbaden

## Musik
Zu den Gruppen, die den Film musikalisch unterstreichen, gehören:
- Nina Hagen mit Du hast den Farbfilm vergessen
- Puhdys mit Geh zu ihr
- Die Toten Hosen mit Nichts bleibt für die Ewigkeit
- Dynamo 5 mit The Letter
- T. Rex mit Get it On
- Graeme Jefferies mit Sonnenallee und Always Out of Reach
- Ton Steine Scherben mit Keine Macht Für Niemand
- Einstürzende Neubauten mit Goes Without Saying und Party Trilogy
- Wonderland mit Moscow

## Anmerkungen

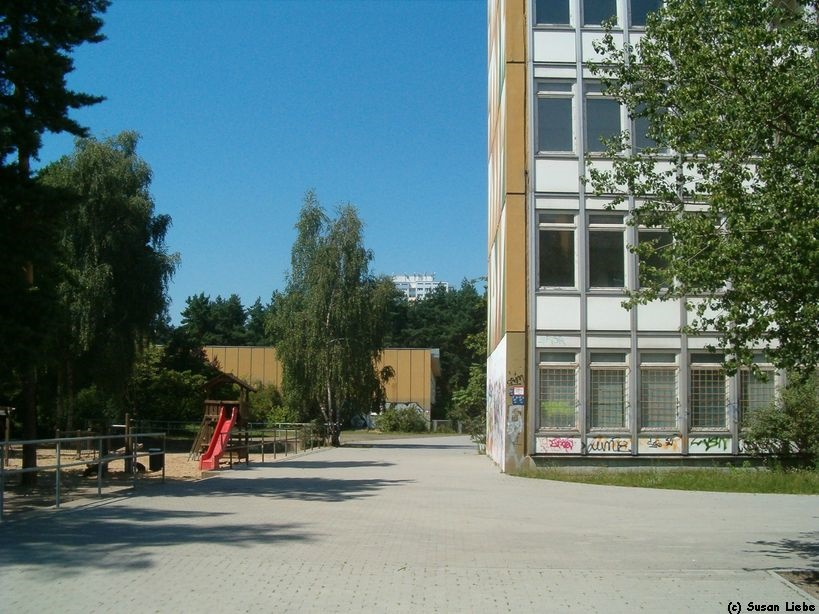
Pausenhof der ehemaligen 30. POS „Paul Wengels“ in Berlin-Köpenick, Allende-Viertel II

## Adaption
- In der österreichischen Hauptstadt Wien wurde im 22. Gemeindebezirk eine Straße in Anlehnung an den Film benannt.[10]